# Yungblud

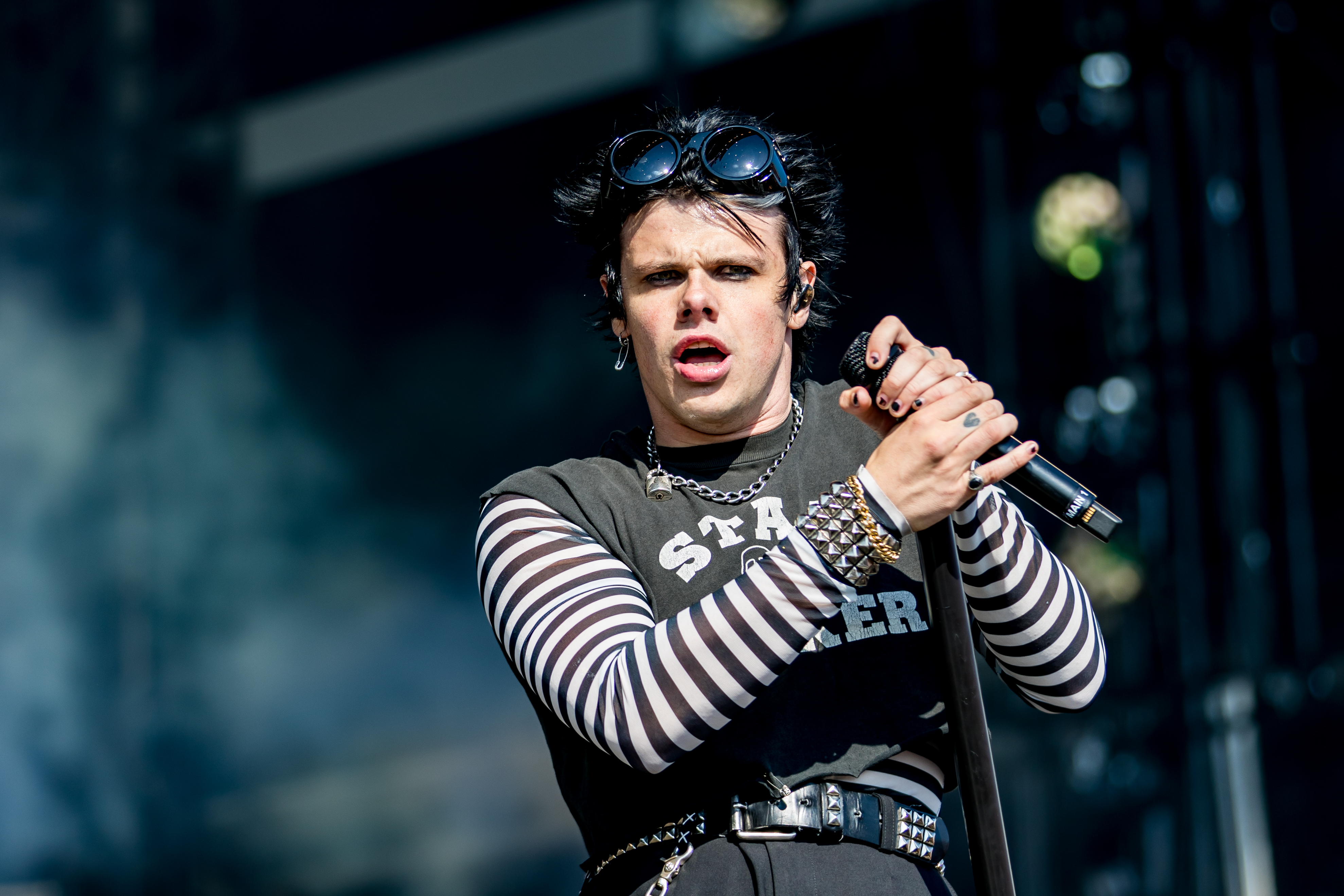
Yungblud bei Rock am Ring 2023

Yungblud (* 5. August 1997 in Doncaster, England; eigentlich Dominic Richard Harrison) ist ein britischer Alternative-Rock-Musiker.

## Leben
Yungblud verließ die Schule mit 16 Jahren und zog nach London, um seine Musikkarriere zu beginnen. Ab 2017 bekam seine Musik mehr Aufmerksamkeit. Für den Soundtrack zur zweiten Staffel von Tote Mädchen lügen nicht nahm er den Song Falling Skies mit Charlotte Lawrence auf. Sein Debütalbum 21st Century Liability erschien 2018.
Yungblud sagt über sich selbst, er sei ein sozial bewusster Künstler, der keine Angst davor habe, genreübergreifende Protestsongs zu veröffentlichen.
Im Interview mit Billboard sagte Yungblud in Bezug auf seine sexuellen Präferenzen: „Ich bin nach London gekommen, um befreit zu werden, um meine Nägel zu lackieren, um Sex mit einem Typen zu versuchen, um alles zu versuchen, um meine Fantasien zu erfüllen und um herauszufinden, wer ich bin.“
Einer seiner Songs, I Love You, Will You Marry Me, beschreibt die Geschichte eines Mannes, der durch Graffiti mit diesen Worten auf einem Gebäude in der Siedlung Park Hill (Sheffield) um die Hand einer Frau anhielt. Während die Frau kurze Zeit später starb und der Mann obdachlos wurde, profitierten die Inhaber des Gebäudes durch die Aufmerksamkeit, die das Graffito erhielt, und wandelten es in Werbung um.
Yungbluds Song Mars handelt von einem jungen Transgender Mädchen, das er auf einem seiner Konzerte getroffen hat. Die Eltern des Mädchens verstünden nicht, dass sie eine Tochter und keinen Sohn hätten.
Yungblud nennt The Beatles, The Cure, The Clash, Bob Dylan, Green Day, Arctic Monkeys und T. Rex als seine Einflüsse. Eine enge Bindung hatte Yungblud zu Ozzy Osbourne, der 2022 in seinem Musikvideo zu The Funeral zu sehen war. Yungblud trat auf Black Sabbaths Abschiedskonzert Back To The Beginning in Birmingham auf und veröffentlichte das Black-Sabbath-Cover Changes im Juli 2025 als Single. Die Einnahmen kamen wohltätigen Zwecken zugute.

## Diskografie
Studioalben

| Jahr | Titel Musiklabel                             | Höchstplatzierung, Gesamtwochen, AuszeichnungChartplatzierungen (Jahr, Titel, Musiklabel, Platzierungen, Wochen, Auszeichnungen, Anmerkungen) | Höchstplatzierung, Gesamtwochen, AuszeichnungChartplatzierungen (Jahr, Titel, Musiklabel, Platzierungen, Wochen, Auszeichnungen, Anmerkungen) | Höchstplatzierung, Gesamtwochen, AuszeichnungChartplatzierungen (Jahr, Titel, Musiklabel, Platzierungen, Wochen, Auszeichnungen, Anmerkungen) | Höchstplatzierung, Gesamtwochen, AuszeichnungChartplatzierungen (Jahr, Titel, Musiklabel, Platzierungen, Wochen, Auszeichnungen, Anmerkungen) | Höchstplatzierung, Gesamtwochen, AuszeichnungChartplatzierungen (Jahr, Titel, Musiklabel, Platzierungen, Wochen, Auszeichnungen, Anmerkungen) | Anmerkungen                                                |
| Jahr | Titel Musiklabel                             | DE | AT | CH | UK | US | Anmerkungen                                                |
| ---- | -------------------------------------------- | --- | --- | --- | --- | --- | ---------------------------------------------------------- |
| 2018 | 21st Century Liability Locomotion Recordings | — | — | — | UK— GoldUK | — | Erstveröffentlichung: 6. Juli 2018 Verkäufe: + 100.000     |
| 2020 | Weird! Locomotion Recordings                 | DE21 (1 Wo.)DE | AT39 (1 Wo.)AT | — | UK1 Gold · (9 Wo.)UK | US75 (1 Wo.)US | Erstveröffentlichung: 4. Dezember 2020 Verkäufe: + 100.000 |
| 2022 | Yungblud Locomotion Recordings               | DE3 (1 Wo.)DE | AT1 (1 Wo.)AT | CH32 (1 Wo.)CH | UK1 Silber · (2 Wo.)UK | US45 (1 Wo.)US | Erstveröffentlichung: 2. September 2022 Verkäufe: + 60.000 |
| 2025 | Idols Locomotion Recordings                  | DE2 (3 Wo.)DE | AT4 (… Wo.)AT | CH13 (… Wo.)CH | UK1 (… Wo.)UK | US73 (1 Wo.)US | Erstveröffentlichung: 20. Juni 2025                        |

## Filmografie
- 2015: Emmerdale als Matt
- 2016: The Lodge als Oz